# Xandra Velzeboer
Xandra Velzeboer (Culemborg, 7 settembre 2001) è una pattinatrice di short track olandese, vincitrice della medaglia d'oro ai Giochi olimpici invernali di Pechino 2022 nella staffetta 3000 m.

## Biografia
È figlia di Mark Velzeboer, che rappresentò i Paesi Bassi ai Giochi olimpici invernali di Albertville 1992, e nipote di Monique e Simone Velzeboer. Anche la sorella minore di Michelle Velzeboer pratica lo short track a livello internazionale.
A livello giovanile si è messa in mostra ai mondiali junior di Montréal 2019 dove ha vinto l'argento nei 500 metri, dietro alla statunitense Maame Biney. L'anno successivo ai mondiali giovanili di Bormio 2020 ha guadagnato l'oro nei 500 metri e nella staffetta 3 000 metri, con Georgie Dalrymple, Anne Floor Otter e Marijn Wiersma.
Ai campionati mondiali di Dordrecht 2021 ha vinto la medaglia di bronzo nei 1 500 metri, terminando alle spalle della connazionale Suzanne Schulting e della canadese Courtney Sarault.
Ha rappresentato i Paesi Bassi ai Giochi olimpici invernali di Pechino 2022 dove ha vinto la medaglia d'oro nella staffetta 3000 m con Rianne de Vries, Selma Poutsma, Suzanne Schulting e Yara van Kerkhof.

## Palmarès

### Giochi olimpici
- 1 medaglia:
  - 1 oro (staffetta 3000 m a Pechino 2022).

### Mondiali
- 12 medaglie:
  - 8 ori (staffetta 3000 m a Dordrecht 2021; 500 m a Montréal 2022; 500 m, 1000 m, staffetta 3000 m e staffetta mista 2000 m a Seul 2023; staffetta 3000 m a Rotterdam 2024; 500 m a Pechino 2025);
  - 1 argento (500 m a Rotterdam 2024).
  - 3 bronzi (1500 m a Dordrecht 2021; 1000 m e staffetta 3000 m a Pechino 2025).

### Europei
- 9 medaglie:
  - 6 ori (staffetta 3000 m e staffetta mista 2000 m a Danzica 2023; 500 m, staffetta 3000 m e staffetta mista 2000 m a Danzica 2024; 1500 m a Dresda 2025);
  - 1 argento (staffetta 3000 m a Danzica 2021);
  - 2 bronzi (500 m a Danzica 2021; 1000 m a Danzica 2024).

### Mondiali junior
- 3 medaglie:
  - 2 ori (500 m e staffetta 3000 m a Bormio 2020);
  - 1 argento (500 m a Montréal 2019).